# Veřejní nepřátelé
Veřejní nepřátelé (v anglickém originále Public Enemies) je americký kriminální film z roku 2009. Režisérem filmu je Michael Mann. Hlavní role ve filmu ztvárnili Johnny Depp, Christian Bale, Marion Cotillard, Billy Crudup a Stephen Dorff.

## Obsazení
| Johnny Depp      | John Dillinger     |
| Christian Bale   | Melvin Purvis      |
| Marion Cotillard | Billie Frechette   |
| Billy Crudup     | J. Edgar Hoover    |
| Stephen Dorff    | Homer Van Meter    |
| Stephen Lang     | Charles Winstead   |
| Stephen Graham   | Baby Face Nelson   |
| Michael Bentt    | Herbert Youngblood |
| Channing Tatum   | Floyd              |
| Giovanni Ribisi  | Alvin Karpis       |
| Carey Mulligan   | Carol Slayman      |
| Emilie de Ravin  | Barbara Patzke     |
| Shawn Hatosy     | John Madala        |
| Matt Craven      | Gerry Campbell     |
| Leelee Sobieski  | Polly Hamilton     |